# Chelsea FC Women
Chelsea FC, voorheen Chelsea LFC, is een Engelse vrouwenvoetbalclub uit Londen. De club werd in 1992 opgericht door supporters van Chelsea FC als zelfstandige club, maar werd in 2004 onderdeel van die club. Sinds de oprichting van de FA Women's Super League speelt Chelsea in deze competitie, het hoogste niveau in het Engelse vrouwenvoetbal. Het elftal werd tot en met 2024 zeven keer landskampioen.

## Geschiedenis
Chelsea LFC werd in 1992 opgericht door enkele supporters, die vonden dat de club ook een vrouwenafdeling verdiende. Toch ging de club eerste twaalf jaar onafhankelijk door het leven, tot ze in 2004 werd opgenomen in de Chelsea Football Club en sindsdien ook mocht putten uit het 'community'-fonds. Het jaar erna werd de club meteen kampioen in de Divisie Zuid van de Women's Premier League, toen op het tweede niveau in de Engelse voetbalpiramide.
Sinds 2005 speelt Chelsea onafgebroken op het hoogste niveau: eerst enkele seizoenen in de hoogste divisie van de Women's Premier League, daarna in de toen net opgerichte Super League. In 2014 werd de club nog tweede in de Engelse competitie, maar het jaar erna won de club zowel de titel als de beker. Sinds dat jaar zijn de speelsters ook bijna allemaal voltijds prof.
Het seizoen 2016 bracht voor Chelsea alweer een tweede plaats. In haar eerste twee Europese campagnes werd de club tweemaal uitgeschakeld door het Duitse VfL Wolfsburg.

## Erelijst

### Competities
- FA Women's Super League
  - Winnaar (8): 2015, 2017/18, 2019/20, 2020/21, 2021/22, 2022/23, 2023/24, 2024/25
- FA WSL Spring Series
  - Winnaar (1): 2017
- FA Women's Premier League Southern Division
  - Winnaar (1): 2005
- South East Counties League
  - Winnaar (1): 1999/00

### Bekers
- FA Women's Cup
  - Winnaar (5): 2014/15, 2017/18, 2020/21, 2021/22, 2022/23
- FA Women's League Cup
  - Winnaar (2): 2019/20, 2020/21
- FA Women's Community Shield
  - Winnaar (1): 2020
- Surrey County Cup
  - Winnaar (9): 2002/03, 2003/04, 2005/06, 2006/07, 2007/08, 2008/09, 2009/10, 2011/12, 2012/13

## Overzichtslijsten

### In Europa
Correct tot november 2016
| Seizoen | Competitie                    | Ronde | Land                           | Club                | Uitslagen |
| ------- | ----------------------------- | ----- | ------------------------------ | ------------------- | --------- |
| 2015/16 | UEFA Women's Champions League | 1/16F | Vlag van Schotland             | Glasgow City LFC    | 1-0, 0-3  |
| 2015/16 | UEFA Women's Champions League | 1/8F  | Vlag van Duitsland             | VfL Wolfsburg       | 1-2, 2-0  |
| 2016/17 | UEFA Women's Champions League | 1/16F | Vlag van Duitsland             | VfL Wolfsburg       | 0-3, 1-1  |
| 2017/18 | UEFA Women's Champions League | 1/16F | Vlag van Duitsland             | Bayern München      | 1-0, 1-2  |
| 2017/18 | UEFA Women's Champions League | 1/8F  | Vlag van Zweden                | FC Rosengård        | 3-0, 1-0  |
| 2017/18 | UEFA Women's Champions League | 1/4F  | Vlag van Frankrijk             | Montpellier HSC     | 2-0, 3-1  |
| 2017/18 | UEFA Women's Champions League | 1/2F  | Vlag van Duitsland             | VfL Wolfsburg       | 1-3, 0-2  |
| 2018/19 | UEFA Women's Champions League | 1/16F | Vlag van Bosnië en Herzegovina | SFK 2000            | 5-0, 6-0  |
| 2018/19 | UEFA Women's Champions League | 1/8F  | Vlag van Italië                | ACF Fiorentina      | 1-0, 6-0  |
| 2018/19 | UEFA Women's Champions League | 1/4F  | Vlag van Frankrijk             | Paris Saint-Germain | 2-0, 1-2  |
| 2018/19 | UEFA Women's Champions League | 1/2F  | Vlag van Frankrijk             | Olympique Lyon      | 1-2, 1-1  |

## Bekende (oud-)Blues

### Speelsters
- Jonna Andersson
- Eniola Aluko
- Karen Carney
- Erin Cuthbert
- Gemma Davison
- Magdalena Eriksson
- Nicky Evrard
- Edda Garðarsdóttir
- Jackie Groenen
- Pernille Harder
- Lauren James
- Sofia Jakobsson
- Sam Kerr
- Ashley Lawrence
- Melanie Leupolz
- Hedvig Lindahl
- Zećira Mušović
- Yūki Nagasato
- Aniek Nouwen
- Guro Reiten
- Ellen White